# ʽAssa Gaila
ʽAssa Gaila (auch: Assa Gaïla, Assa-Gueyla; arabisch أسا غايلا) ist ein Ort im Norden der Region Tadjoura von Dschibuti.

## Geographie
ʽAssa Gaila ist mit der gleichnamigen Quelle das Zentrum für die Bevölkerung des Gebietes. Das Siedlungsgebiet liegt in einer ausgedehnten Ebene, die sich nach Norden hin öffnet. Als „Grenzstadt“ hat der Ort 675 Einwohner. Die Stadt liegt ca. 51 km (Luftlinie) nördlich von Tadjoura (77 km Straße) und 20 km südlich der Grenze zu Eritrea. Die RN13 verläuft durch den Ort.  Die Stadt verfügt über den Assa-Gueyla Airport.

## Geschichte
In den frühen 1990ern wurde aufgrund von Grenzkonflikten das Territorium bis zur Stadt Randa im Süden evakuiert. Am 5. Juli 1993 startete die Regierung eine massive Gegenoffensive in die von Rebellen kontrollierten Gebiete: die Basis der Front pour la restauration de l’unité et la démocratie (Front für die Wiederherstellung der Einheit und Demokratie, arabisch الجبهة من أجل استعادة الوحدة والديمقراطية, kurz FRUD) in ʽAssa Gaila fiel in die Hände der Regierungstruppen, die damit die Landstriche um Balho, Dorra und Randa wieder kontrollierten. Die Rebellen zogen sich zurück in die Berge an der Grenze zu Eritrea.

## Fauna
In dem Gebiet leben typische Wüstentiere wie Tüpfelhyänen. An den Wasserläufen gedeihen Acacia-Arten und Doum-Palmen (Hyphaene thebaica doum palm ar.: دوم).

## Klima
Assa Gaila verfügt über ein heißes Wüstenklima (BWh) im Köppen-Geiger system, mit Einfluss von Gebirgsklimat, die Jahreszeitlichen Veränderungen sind minimal.
|                       | Jan  | Feb  | Mär  | Apr  | Mai  | Jun  | Jul  | Aug  | Sep  | Okt  | Nov  | Dez  |   |      |
| Mittl. Tagesmax. (°C) | 26,3 | 26,6 | 28,6 | 30,5 | 33,7 | 36,8 | 37,3 | 36,4 | 34,6 | 31,2 | 28,4 | 26,5 | ⌀ | 31,4 |
| Mittl. Tagesmin. (°C) | 17,5 | 18,5 | 19,8 | 21,6 | 24   | 26,9 | 26,4 | 25,9 | 25,7 | 21,9 | 19,6 | 18,2 | ⌀ | 22,2 |
|                       |      |      |      |      |      |      |      |      |      |      |      |      |   |      |
| Niederschlag (mm)     | 17   | 18   | 16   | 20   | 10   | 5    | 20   | 30   | 25   | 10   | 22   | 16   | Σ | 209  |

| 17,5 |

| 18,5 |

| 19,8 |

| 21,6 |

| 24 |

| 26,9 |

| 26,4 |

| 25,9 |

| 25,7 |

| 21,9 |

| 19,6 |

| 18,2 |

| 17,5 |

| 18,5 |

| 19,8 |

| 21,6 |

| 24 |

| 26,9 |

| 26,4 |

| 25,9 |

| 25,7 |

| 21,9 |

| 19,6 |

| 18,2 |